# P.D. James
Phyllis Dorothy James, mer känd som P.D. James, från 1991 baronessan James av Holland Park (Lady James), född 3 augusti 1920 i Oxford, Oxfordshire, död 27 november 2014 i Oxford, var en brittisk författare av främst detektivromaner.

## Biografi
Phyllis Dorothy James växte upp i Cambridge tillsammans med sina föräldrar och två yngre syskon. Efter att ha slutat skolan (där hennes favoritlärare hette Dalgliesh, ett namn hon senare skulle använda för sin detektiv) vid 16 års ålder fick hon en kort anställning vid brittiska skatteverket, där hennes far arbetade.
James tjänstgjorde sedan som sjuksköterska under andra världskriget. Under utbildningen träffade hon en medicinstuderande, Connor White, som hon gifte sig med. Han fick dock tjänstgöring utomlands, och vid återkomsten hade han svåra psykiska men. Han avled 1964.
År 1949 började hon arbeta inom den brittiska hälsovårdsmyndigheten där hon tjänstgjorde fram till 1968. Därefter fick hon en chefsposition på det brittiska inrikesdepartementet Home Office, där hon arbetade på den polisiära avdelningen.
Hon debuterade som författare år 1962, vid 42 års ålder. Huvudperson i de flesta av hennes kriminalromaner är kriminalpolisen Adam Dalgliesh, som förutom att vara polisdetektiv också är poet. I två av böckerna (Ett opassande jobb för en kvinna och Skallen under huden) är huvudpersonen den unga privatdetektiven Cordelia Gray. James' sista bok, När döden kom till Pemberley, är en vidarediktning på Jane Austens roman Stolthet och fördom.

## Priser och utmärkelser
- The Silver Dagger 1971 för Shroud for a Nightingale
- The Silver Dagger 1975 för The Black tower
- The Silver Dagger 1986 för A Taste for Death
- The Cartier Diamond Dagger 1987
- Palle Rosenkrantz-priset 1987 för den danska utgåvan av "A Taste for Death", Indviet til mord
- Rivertonklubbens internationella hederspris 1993
- Grand Master-diplom 1996